# Лиситея (мифология)
Лиситея (др.-греч. Λυσιθέα ) — персонаж греческой мифологии, океанида. Возлюбленная Зевса и по одной из версий мифа мать Геракла.

## В мифологии
Античные авторы называют Лиситею одной из дочерей Океана, возлюбленной Зевса. Когда Лиситея узнала, что беременна, она попыталась скрыть это от Зевса и попросила помощи у дерева, зверя и камня. Дерево и зверь ей отказали, но камень закрывал её собой, когда она разрешалась от бремени.
Некоторые античные авторы считали, что Лиситея — это альтернативное имя Семелы, ещё одной возлюбленной Зевса и матери Диониса. Марк Туллий Цицерон в трактате «О природе богов» пишет, что сыном Лиситеи был Геракл.